# Staffan Cullberg
Staffan Cullberg, född 27 november 1937 i Uppsala, är en svensk konstadministratör.
Cullberg, som är uppvuxen i Västerås, är son till John Cullberg och Eva Virgin. Han är bror till Erland Cullberg och Johan Cullberg. 
Cullberg blev fil. kand. 1963 och var amanuens vid Nationalmuseum 1964–1966. Åren 1965 och 1966 skrev han konstkritik i Stockholms-Tidningen och Svenska Dagbladet samt var chefredaktör för Konstrevy 1968–1971. Efter att 1969–1971 ha varit lärare vid teckningslärarinstitutet på Konstfackskolan blev han producent vid Riksutställningar 1973–1987 och chef för Informationscentrum för offentlig konst 1988–1991 samt slutligen chef för Statens konstråd 1991–2003.